# Cathédrale Sainte-Marie du Cap
Pour les articles homonymes, voir Cathédrale Sainte-Marie et Cathédrale Notre-Dame.
La cathédrale Sainte-Marie du Cap,, formellement appelée la cathédrale Notre-Dame-de-la-Fuite-en-Égypte, est la cathédrale et l'église-mère de l'archidiocèse catholique du Cap, située dans la City Bowl du Cap, en Afrique du Sud,. Elle se trouve dans le quartier de Stalpein, juste en face des chambres du Parlement (en).
En tant que plus vieille cathédrale catholique du pays, son histoire est liée aux plus de 175 années d'expansion de l'Église catholique en Afrique du Sud (en) ; ainsi, elle est la « mère église » non seulement de l'archidiocèse catholique du Cap, mais aussi de tous les catholiques d'Afrique du Sud.

## Historique
L'évêque du Cap achète la parcelle en 1839, et la première pierre de la cathédrale est posée deux ans plus tard. L'édifice est conçu dans un style néo-gothique par l'architecte allemand Carl Otto Hager (af), qui a aussi réalisé plusieurs églises réformées néerlandaises également inscrits comme lieux patrimoniaux. L'église Sainte-Marie est consacrée le 28 avril 1851.
Une tour est ajoutée à l'éédifice en 1926, et le sanctuaire est remodelé en 1947. L'église est consacrée comme cathédrale en 1951, lorsque le vicariat apostolique du Cap est élevée au rang d'archidiocèse métropolitain par le pape Pie XII.
La dernière restauration de l'édifice date de 1997.

## Architecture
Cette église toute en longueur comporte une haute nef, un toit escarpé, des collatéraux surmontés de toits plats et de parapets à crénaux, ainsi que des hautes fenêtres pointues à l'intérieur. Un écran en chêne sépare la nef du porche d'entrée.

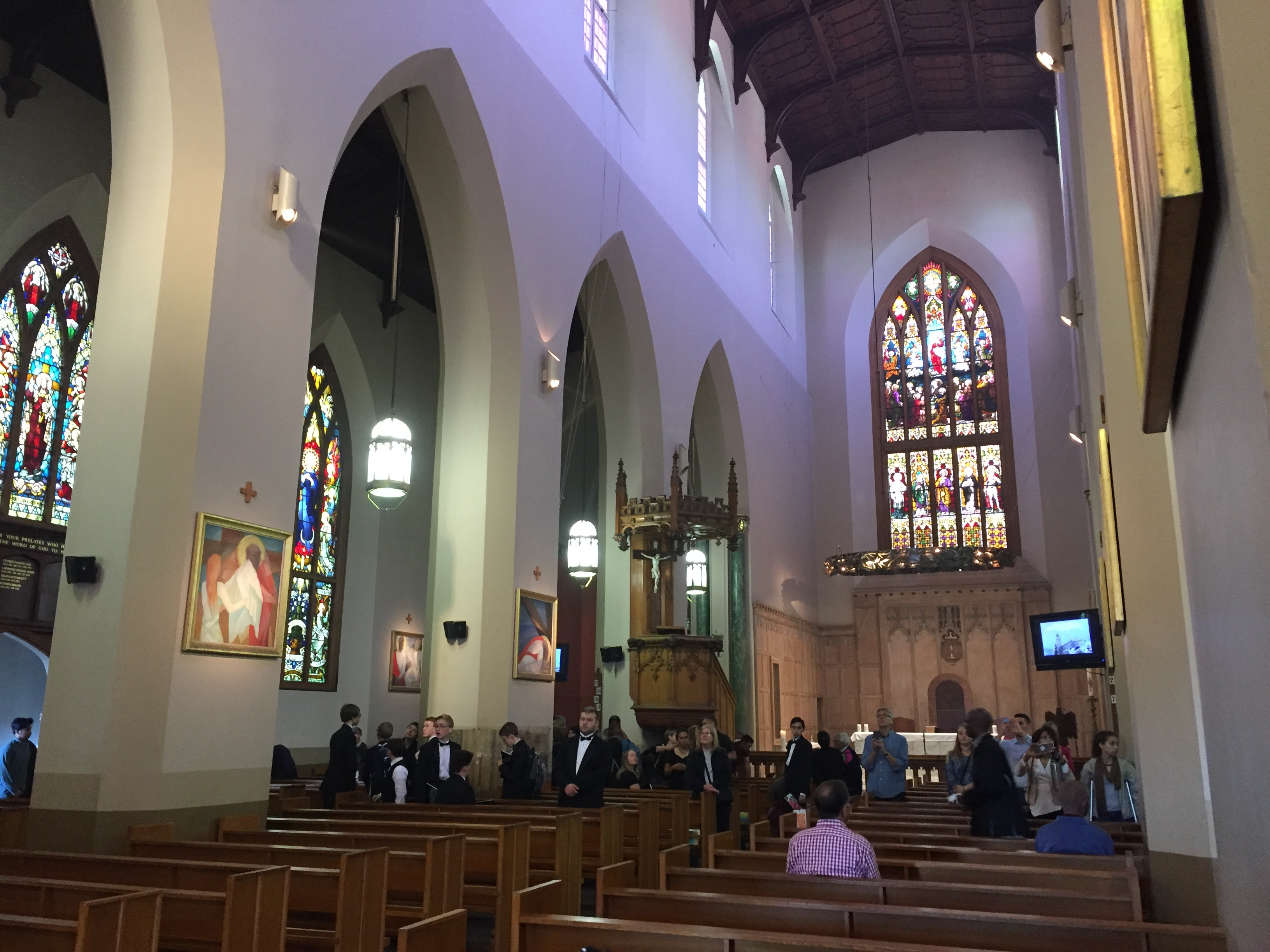
L'intérieur de la cathédrale
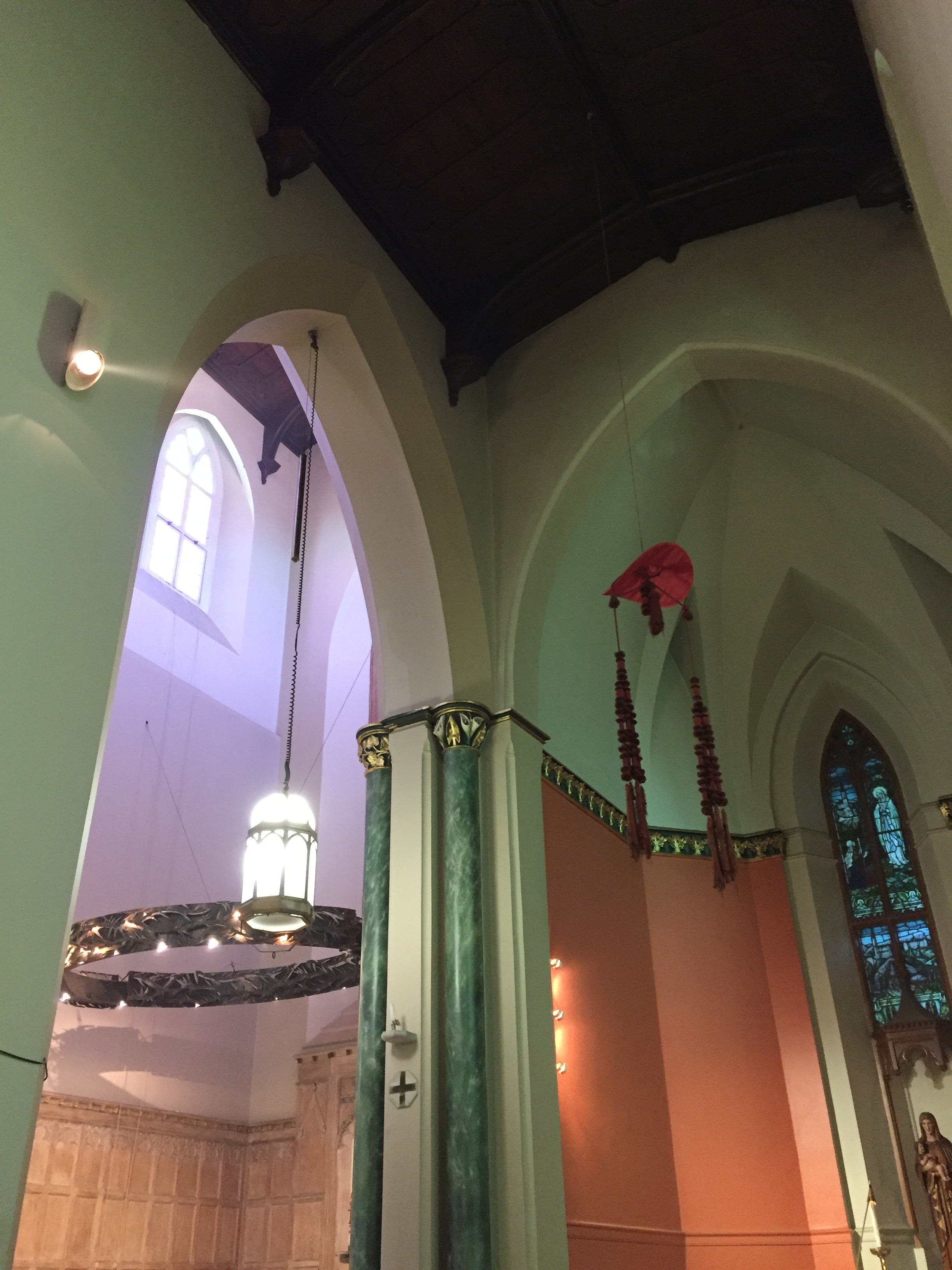
Un galero suspendu dans la cathédrale